# Campo Santo (Unternehmen)
Campo Santo ist ein Entwicklungsstudio aus San Francisco, das in der Videospielindustrie tätig ist. Das Team besteht derzeit aus zwölf Entwicklern, von denen sich viele bereits durch die gemeinsame Arbeit an The Walking Dead des Studios Telltale Games kennen. Die Grafik der von Campo Santo entwickelten Spiele weist Parallelen zum Setting der Telltale-Produktionen auf.
Das Studio wurde am 22. April 2018 von Valve aufgekauft.

## Produktionen

### Firewatch
Firewatch ist ein Egoperspektive-Computerspiel und gleichzeitig das erste Videospiel von Campo Santo. Die Handlung des Spiels ist kurz nach den Bränden im Yellowstone-Nationalpark 1988 in Wyoming angesiedelt. Das Spiel wurde über 2,5 Millionen Mal verkauft.

### In the Valley of Gods
In the Valley of Gods ist Campo Santos zweites Computerspiel und steht aus technischer und grafischer Sicht in der direkten Tradition von Firewatch. Ende 2019 wurde von Jake Rodkin (Mitbegründer von Campo Santo) bekannt gegeben, dass die Entwicklung des Spiels vorerst auf Eis liegt.

## Campo Santo Quarterly Review
Campo Santo ist Herausgeber des Campo Santo Quarterly Review, eines Weblogs, in dem Artikel und Meinungen über die Videospielindustrie, aber auch über gesellschaftliche und erzähltechnische (bzw. literarische) Themen veröffentlicht werden.